# Hymenoplia riffensis
Hymenoplia riffensis är en skalbaggsart som beskrevs av Escalera 1934. Hymenoplia riffensis ingår i släktet Hymenoplia och familjen Melolonthidae. Inga underarter finns listade i Catalogue of Life.